# 鄭泰 (明朝)
鄭泰（1612年—1663年），鄭芝龍的堂侄，鄭成功的堂兄，與鄭成功同為鄭氏十二世，並長期擔任戶官，管理財務及對外貿易。隆武帝曾封鄭泰為建平侯。鄭泰事件爆發後，鄭泰遭鄭經軟禁，親人投奔滿清，鄭泰自盡。

## 生平
當鄭成功帶兵出征時，鄭泰經常留守根據地。例如：
- 1658年（明永曆12年），鄭成功舉兵北伐，欲圖江南，鄭泰為戶官，留守廈門。
- 1660年（永曆14年），鄭成功聽說達素將攻打廈門，下令各鎮官兵眷口搬住金門，命戶官鄭泰及其他將領保護。
- 1661年（永曆15年），鄭成功興師攻臺灣，戶官鄭泰居守金門。

1662年（永曆16年，清康熙元年），鄭成功打敗東印度公司，攻占臺灣。世子鄭經居廈門，和其弟的乳母陳昭娘私通生子，鄭成功大怒，要殺陳昭娘，鄭經卻保護了昭娘。鄭成功更怒，命洪旭等諸將殺鄭經和鄭經的母親董氏，洪旭認為此處分太過嚴重，請示鄭泰之後並未執行此令，廈門與臺灣兩岸緊張。同年，鄭成功去世，鄭襲在臺灣自立為王，後來鄭經克臺，打敗了叔父鄭襲，在台灣嗣位。
1663年（永曆17年），鄭經懷疑鄭泰和擁護叔父鄭襲的大臣黃昭有所勾結，想要整肅鄭泰的勢力。鄭經先封鄭泰為金廈總制，假意要把金門和廈門都交給鄭泰，接著鄭經請鄭泰赴宴並趁機將鄭泰軟禁起來。當晚鄭泰之弟鄭鳴駿和兒子鄭纘緒等人懼禍帶著軍艦五百艘和水手八千餘人投降清朝，鄭泰聞訊後自縊身亡。

## 日本存銀
鄭成功北伐失敗之後，鄭泰對明鄭事業失去信心，開始把資金匯到日本，以備萬一，寄存在日本長崎唐通事辦事處。（根據郭弘斌著的《台灣人的台灣史》，寄銀總共307,032兩3錢4分，亦即丁銀3,070貫323匁4分。然而《閩海紀要》所記載的這個數據是40萬）這件事鄭成功、鄭經父子都不知道。一直到鄭泰死後，鄭經派人細查帳冊才發現。
從1663年（明永曆17年、清康熙2年、日寬文3年）開始，鄭經派協理刑官蔡政到日本，向日方要求歸還這筆錢。但是鄭泰的弟弟鄭鳴駿也派人到日本要求歸還，而且還持有存銀勘合。日本受理雙方訴訟後，表示僅以雙方的提訴理由不能決定，要求雙方提出充分證據。
此後，1664、1665、1666年，鄭經和鄭泰親族都各派代表到長崎交涉。到1674年，日本決定將存銀交給鄭泰遺族。但是此時中國正發生三藩之亂，在北京的鄭泰遺族被滿人控制，行動並不能自主，想要再歸屬鄭經，於是派人前往廈門拜會鄭經，以存銀勘合為條件請降，鄭經答應。
1675年，鄭經派員往日本拿回存銀。原本的30萬兩白銀，日本扣開支銷（部分是因為1663年的一場大火燒黑或燒鎔成塊），只發回26萬。
這一項索回寄銀的事件，前後12年，鄭經方面派人交涉4次，鄭泰遺族則有6次。